# Pterorthochaetes lavongai
Pterorthochaetes lavongai là một loài bọ cánh cứng trong họ Hybosoridae. Loài này được Paulian miêu tả khoa học năm 1968.